# 龜子頭 (水里鄉)
龜子頭，原寫為龜仔頭，是台灣南投縣水里鄉的一個傳統地域名稱，位於該鄉西部。相較於今日行政區，其範圍大致為玉峰村不含最北端。

## 歷史
台灣清治末期至日治初期，龜子頭地區為一街庄，稱為「龜仔頭庄」，隸屬於沙連堡。該庄北及東北隔濁水溪與柴橋頭庄、社仔庄為界，東南與牛轀轆庄為鄰，南邊一小段與大水堀庄為界，西邊為大坵園庄、蕃仔藔庄。
1901年（日治明治三十四年）11月，全台廢縣廳改設二十廳，該庄隸屬於斗六廳。1903年（明治三十六年）6月，該庄編入「羗仔藔區」，隸屬於斗六廳。1909年（明治四十二年）10月，合併二十廳為十二廳，羗仔藔區改隸屬於南投廳。1910年（明治四十三年）10月15日，牛轀轆庄、龜子頭庄改劃入「集集區」，仍隸屬於南投廳。1920年（大正九年），全台地方制度大改正，廢十二廳改設五州二廳，該庄改制並雅化為「龜子頭」大字，隸屬於臺中州竹山郡鹿谷庄。
戰後鹿谷庄改制為鹿谷鄉，隸屬於臺中縣，大字亦改制為村。1950年10月，中、彰、投分治，鹿谷鄉改隸屬南投縣。1955年，原牛轀轆、龜子頭改劃入水里鄉。

## 聚落
本地區發展較早的聚落有龜仔頭、新藔坪、柑仔林、七股林、筍藔等，在日治期初期的官方地圖上已有記載。此外，本地區尚有黃杞林、石坑、石穴等聚落。

## 交通
鄉道投58線是鹿谷鄉石牌至水里鄉北埔的道路，大致以西向東由本地區西部邊界北側（位於鄉道投100線南側）入境後轉東南東蜿蜒而行，至龜子頭（玉峰）聚落轉東北東跨越鄉道投100線終點路口及濁水溪玉峰大橋出境。由該道路向西轉西南西可前往番子寮地區的石牌聚落北郊並止於縣道139號路口；向東北東可前往社子地區的水里市區並止於省道台16線路口。
鄉道投100線（砂石車專用道路）是竹山交流道至凸鼻子（實際終點在龜子頭）的道路，其東側端點位於鄉道投58線濁水溪玉峰大橋下。由此向西北轉西南西再轉西北西再轉西，其後轉西南西於本地區西部邊界北側出境，可前往番子寮北部、大丘園北部、後埔子北部、社寮北部、香員腳東南端、社寮西南部並止於國道3號竹山交流道連絡道路口。

## 學校
- 玉峰國小

## 景點
- 玉峰村芒果神木